# Principauté épiscopale de Verdun
997–1552
Entités précédentes :
- Comté de Verdun

Entités suivantes :
- Royaume de France (Trois-Évêchés)

La principauté épiscopale de Verdun était un État du Saint-Empire romain germanique, compris dans le cercle du Haut-Rhin, ayant pour capitale la ville de Verdun. C'est en 997 que naît la principauté épiscopale. Cet État a existé pendant presque 550 ans, jusqu'à l'annexion par le royaume de France en 1552.

## Histoire

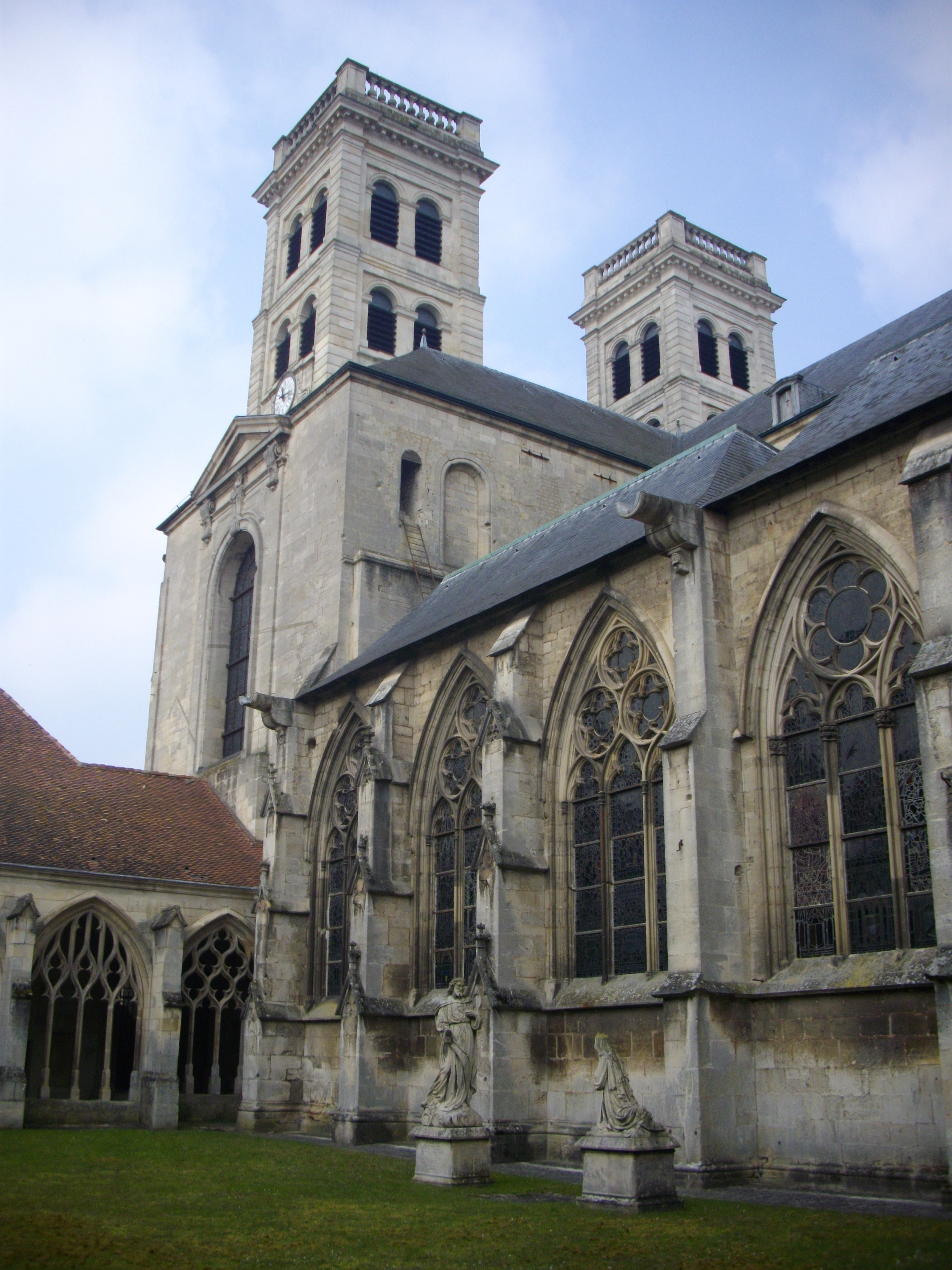
Cathédrale Notre-Dame de Verdun.

Au Xe siècle les évêques de Verdun reçoivent le titre d’évêques-comtes, en sont nommés princes temporels du Saint-Empire, de même que ceux de Metz et Toul. L'évêché de Verdun devint alors un État autonome au sein du Saint Empire.
Le XIIe siècle vit éclore le mouvement communal. Les bourgeois de Verdun voulurent se soustraire à l’autorité de l’évêque. Ils obtinrent de l’empereur Henri IV une charte d’après laquelle la cité, devenue libre, relevait directement de l’empire (1195). Ce fut alors la lutte entre l’évêque et les bourgeois.
Au XIIe siècle, les comtes de Bar prétendirent dominer l’évêché de Verdun et en avoir l’avouerie. Vers 1119, Renaud le Borgne, comte de Bar, éleva une énorme tour entre la porte Châtel et l’abbaye de Saint-Vanne. De cette tour, ses gens terrorisaient la ville et ses abords. Évêque et bourgeois s’unirent contre Renaud. La tour fut prise en 1134, puis détruite. L’avouerie fut retirée à la Maison de Bar.
Mais, au cours des siècles suivants, les comtes de Bar restèrent pour Verdun des voisins dangereux, ainsi d’ailleurs que les comtes de Luxembourg. Les seigneurs de ces deux Maisons, tantôt ennemis, tantôt alliés, s’unirent parfois pour opprimer de concert l’évêché de Verdun.
Pour se défendre contre la rapacité de leurs voisins, les évêques qui, jusqu’alors, s’appuyaient surtout sur l’empire, furent amenés à solliciter la protection des rois de France plus rapprochés. Ceux-ci, se rendant compte de la situation importante de Verdun, répondirent à cet appel. À partir de 1315, date à laquelle Louis X le Hutin y mit la première « Garde Française », l’influence de la France fit des progrès incessants. Charles VII, Charles VIII, Louis XII prirent successivement Verdun sous leur protection. Cette politique préparait son rattachement complet à la France.
En 1374, Verdun obtient le titre de ville libre d'Empire, placée sous la tutelle directe de l'empereur. Le sceau de la ville change pour figurer une aigle impériale au lieu d'une cathédrale.

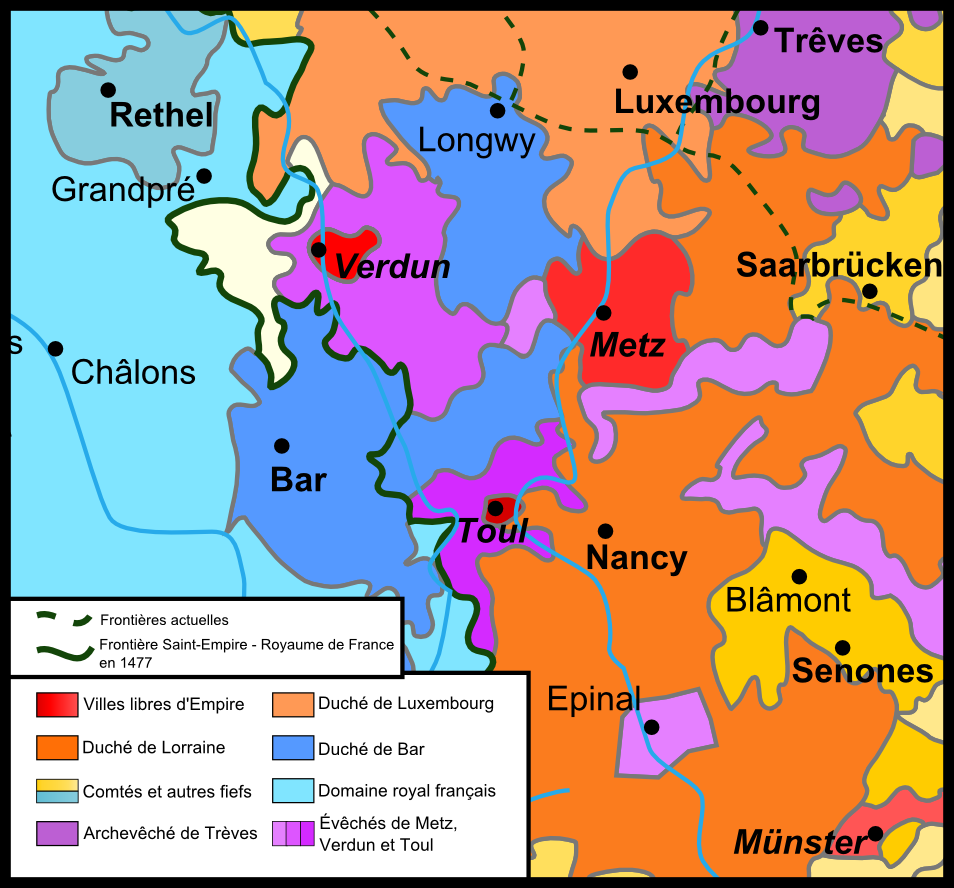
Temporel de l'évêché autour de la ville de Verdun (en violet) au XVe siècle.

À partir de 1552, débute un processus de rattachement au royaume de France. Dans sa lutte contre le Saint-Empire, Henri II, roi de France, s’appuya sur les princes protestants allemands et ceux-ci, pour payer l’alliance française, permirent au roi d’occuper les Trois-Évêchés (Metz, Toul et Verdun), ce qui se fit sans difficulté. Le 12 juin 1552, Henri II entre dans Verdun qui n’oppose pas de résistance. L'évêché est alors placé sous tutelle française jusqu’à son annexion définitive en 1648 en vertu des traités de Westphalie.

## Armoiries
| Blason | Blasonnement : D'azur à la crosse épiscopale d'or senestrée d'une épée haute d'argent, garnie aussi d'or, accompagnée de trois clous aussi d'argent. Commentaires : La crosse symbolise le pouvoir spirituel de l'évêque et l'épée son pouvoir temporel, quant aux clous (souvent précisés dans le blasonnement "clous de la Passion") on peut penser qu'ils réfèrent à la Passion du Christ mais ils renverraient plutôt à URBS CLAVORUM ("ville des clous" en latin) qui est le nom de la ville de Verdun en langue vulgaire. |

## Territoire
L'évêché de Verdun comprenait :
- les sept prévôtés de Verdun, Charny, Dieppe, Dieulouard, Fresnes, Mangiennes, Tilly, dépendant de la principauté épiscopale de Verdun ;
- les cinq prévôtés de Foameix, Harville, Lemmes, Merles et Sivry-sur-Meuse, dépendant du temporel du chapitre de la cathédrale de Verdun.

### Temporel et spirituel
Contrairement aux évêchés de Toul et de Metz où la province spirituelle dépassait largement l'étendue de la principauté ecclésiastique, L'étendue temporelle et spirituelle de l'évêché de Verdun se confondait nettement, et s'étendaient de part et d'autre du fleuve Meuse : l'extension septentrionale incluait Marville, à l'Ouest la province comprenait une partie orientale de l'Argonne, Woimbey pour la partie méridionale, et s'étendait à l'Est au-delà des côtes de Meuse jusqu'à Fresnes-en-Woëvre.
Verdun en était évidemment le centre. Toutefois un territoire faisait exception : la seigneurie de Dieulouard qui était enclavée au sein du Duché de Lorraine.
D'une manière générale la principauté ecclésiastique tirait de nombreux bénéfices du fait de sa situation sur la route antique de Metz à Reims ainsi que de la navigation fluviale sur la Meuse entre la principauté épiscopale de Toul et le comté de Bar au Sud et l'accès maritime à la mer du Nord via les comtés des Pays-Bas (comté de Chiny et de Luxembourg), porte d'entrée des futurs Pays-Bas bourguignons.

### Places fortes du prince-évêque
Verdun était évidemment le centre administratif de la principauté ecclésiastique, ville fortifiée et abritant le palais épiscopal, était complétée par un réseau de quelques châteaux et places fortes que l'évêque possédait pour sécuriser son territoire :
- Hattonchâtel, résidence d'été des Princes-Évêques, ainsi que son vignoble. Le château, depuis son promontoire, contrôlait le Nord de la très fertile plaine de Woëvre et les routes allant vers Metz.
- Château de Dieulouard, seul château de la principauté Verdun situé sur la Moselle, à équidistance entre Nancy (Duché de Lorraine) et Pont-à-Mousson (Comté de Bar).

La protection des villages était souvent assurée par des églises-fortifiées (Voir Églises fortifiées de Lorraine).